# Randers
Randers este un oraș în Danemarca.

## Personalități născute aici
- Otto Jespersen (1860 - 1943), lingvist;
- Karin Michaëlis (1872 - 1950), scriitoare, jurnalistă;
- Leo Nielsen (1909 - 1968), ciclist;
- Jens Otto Krag (1914 - 1978), politician, fost prim-ministru al Danemarcei;
- Karen Hoff (1921 - 2000), sportivă la canoe sprint⁠(d);
- Erik Hansen (1939 - 2014), sportiv la canoe sprint;
- Flemming Jørgensen (1947 - 2011), muzician, actor;
- Camilla Dalby (n. 1988), handbalistă;
- Emmelie de Forest (n. 1993), cântăreață;
- Melanie Bak (n. 1994), handbalistă.